# SN 1997Y
SN 1997Y – supernowa typu Ia odkryta 8 lutego 1997 roku w galaktyce NGC 4675. Jej maksymalna jasność wynosiła 15,28m.